# Take Off (obraz)
Take Off je olejomalba od britské umělkyně Laury Knight, který byl vytvořen roku 1943, v době kdy byla jedním z oficiálních britských umělců zachycujících průběh druhé světové války. Obraz je vystaven v Londýně v Imperial War Museum.

## Popis
Obraz zachycuje posádku bombardéru Short Stirling Mk.3 při přípravě na vzlet. Dva piloti sedí ve vyvýšeném kokpitu, navigátor se věnuje mapě a radista otáčí ovládacím prvkem na elektronickém vybavení letounu.